# Raimond-Bernard Trencavel
Raimond-Bernard, dit Trencavel, mort en 1074, est un vicomte d’Albi et de Nîmes de la seconde moitié du XIe siècle. Il était fils de Bernard II, vicomte d’Albi et de Nîmes, et de Raingarde.
Issu de la famille des vicomtes d’Albi, il prend le surnom de Trencavel, qui sera repris par ses descendants et deviendra le nom de sa famille.
Il succède à son père après 1050 et épouse Ermengarde (morte en 1099), vicomtesse de Carcassonne, de Béziers et d’Agde, fille de Pierre Raymond, comte de Carcassonne et de Raingarde. De ce mariage est né Bernard Aton IV Trencavel (mort en 1129), vicomte de Carcassonne, de Béziers, d’Albi, de Nîmes et d’Agde.
En 1067, à la mort de son beau-frère le comte Roger III de Carcassonne, la succession du comté est disputée entre Ermengarde, la sœur du comte, et Roger II, comte de Foix, un cousin en lignée masculine. La lutte dure de nombreuses années, car le suzerain, les comtes Raimond-Bérenger Ier, puis Raimond-Bérenger II et Raimond-Bérenger III de Barcelone ont également des visées sur la ville et tentent à plusieurs reprises de s’emparer de Carcassonne. Ermengarde n’est reconnue vicomtesse qu’en 1082.